# 朝鲜国防科学院
朝鲜国防科学院，曾称朝鲜第二科学院，是朝鮮从事国防科学技术研究的机构。位于平壤市万景台区。

## 历史
成立于1964年。
2014年4月7日朝中社报道，对于韩军近日试射射程为500公里的弹道导弹一事，朝鲜国防科学院当天以发言人的名义发表声明，表示韩方此举属于严重的挑衅行为。